# Ofensiva de Bergmann
L'ofensiva de Bergmann (en turc: Bergmann Atağı; en rus: Берхманнский прорыв, en la literatura russa en rus: Кёприкейская операция, «operació Köprüköy») va ser el primer enfrontament de la campanya del Caucas durant la Primera Guerra Mundial. El general rus Georgy Bergmann, comandant del 1r Cos de l'Exèrcit del Caucas, va prendre la iniciativa contra l'Imperi Otomà.

## Antecedents
Les lluites entre els imperis rus i otomà es remuntaven gairebé 300 anys enrere. A partir del segle xviii els russos havien expulsat lentament als otomans d'Ucraïna i Crimea, i durant el segle xix havien prosseguit el seu avanç cap al Caucas i els Balcans, on havien obtingut el suport d'altres potències per instal·lar una sèrie de noves monarquies independents que els tsars pensaven posar sota la seva tutela.
L'última de les guerres entre Constantinoble i Sant Petersburg havia tingut lloc en 1878 (Guerra russoturca de 1877-1878) i s'havia saldat, entre altres coses, amb l'annexió russa de la fortalesa de Kars i el port de Batum, al sud-est de la mar Negra. Els russos no ocultaven ja els seus desitjos de posseir algun dia la ciutat de Constantinoble (objectiu que consideraven legítim, atès que es tenien pels únics hereus de l'Imperi Romà d'Orient) i aconseguir una sortida directa a la mar Mediterrània.
Mentrestant, el govern imperial otomà va entrar en una greu crisi que es va aguditzar entre 1912 i 1913 amb la pèrdua de les últimes possessions africanes i balcàniques de l'imperi. En aquell moment es va produir un cop d'Estat que va delegar el poder reial en un triumvirat de Paşa (Enver Paşa, Mehmet Talat Paşa i Cemal Paşa), amb el sultà Mehmet V reduït a una figura simbòlica. Els tres Paşa (entre els quals tenia el lideratge indiscutit Enver Paşa) van tractar d'establir una aliança militar i política amb l'Imperi Alemany, l'única potència europea que en aquell moment semblava tenir la capacitat i voluntat necessàries per mantenir a ratlla als russos i evitar que aquests s'abalancessin sobre el que quedava de l'Imperi Otomà en un futur pròxim.
Així, no és d'estranyar que quan es va desencadenar la Primera Guerra Mundial en 1914, els otomans es posicionessin immediatament al costat dels alemanys i declaressin la guerra als russos, sempre amb la recuperació de Kars i Batum com a meta immediata.

## El preludi de la batalla
En esclatar la guerra, els russos van decidir ocupar la vall d'Eleşkirt com a mesura defensiva per evitar la incursió d'unitats de kurds hamidiye. Els russos van considerar que les forces otomanes eren massa febles per muntar qualsevol ofensiva abans d'hora, i que l'hivern faria impossible qualsevol ofensiva. Com no hi havia altres moviments ofensius, l'alt comandament rus va destinar a la zona a l'Exèrcit del Caucas; la seva estratègia preveia una defensa activa contra una força superior local. No obstant això, els comandants russos locals tenien l'autoritat per autoritzar avanços limitats.

## Batalla
El 2 de novembre de 1914, les tropes de Bergmann van travessar la frontera en direcció cap a Köprüköy. L'objectiu principal era assegurar la vall d'Eleşkirt. En el flanc dret, la 20a Divisió d'Infanteria, sota el comandament d'Istomin, es va traslladar des d'Oltu en direcció cap a İd. En el flanc esquerre, una divisió de cosacs, sota el comandament de Baratov, es va traslladar des de la vall d'Eleşkirt cap a Yuzveran, després de travessar el riu Araxes.
Pel 5 de novembre, Bergmann havia completat els objectius que s'esperen d'ell. No obstant això, va ampliar la seva missió per demanar més avanços en territori otomà. Pel 6 de novembre va tenir contacte amb els exèrcits enemics i els intensos combats van continuar fins al dia 7, amb èxits temporals dels russos. Altres avenços russos es van mantenir en escac degut als resultats dels intensos combats efectuats entre el 7 i el 10 de novembre.
L'11 de novembre, les forces otomanes van contraatacar i els flancs russos ràpidament van perillar, forçant una retirada russa. Pel dia 12 de novembre, s'havien retirat de nou a les línies que havien ocupat el dia 4, i encara en situació de risc de ser flanquejats es van veure obligats a retirar-se contínuament. Només amb l'arribada de reforços russos, encapçalats pel general Przevalski, es va detenir la retirada russa.
Els dies 16 i 17 de novembre, Przevalski va travessar el riu Araxes i va atacar a l'alba part del XI Cos otomà, detenint el seu avanç. Després de combatre durant dos dies més, finalment es va esgotar.

## Conseqüències
Els russos van perdre 7.000 homes entre morts i ferits, (el regiment de Bakinski va patir un 40% de pèrdues) i la seva moral es va veure afectada.
Mentrestant, la moral otomana era alta i, a continuació, les forces otomanes van travessar la frontera i van avançar cap a la vall inferior de Choruh. El 15 de novembre van destruir una columna russa enviada per protegir les mines de coure de Borçka, obligant als russos a evacuar Borçka, Artvin i Ardanuç. L'èxit dels otomans durant aquests primers enfrontaments va animar a Enver Paşa a efectuar el seu pla d'atacar Sarighamish.
Muratoff i Allen van descriure a Bergman com «un oficial que li agrada imitar en aparença i forma el tipus dels vells líders heroics de raça blanca», però que tenia «cap de les qualitats que són necessàries com a comandant; ell no tenia cap experiència en operacions de camp i que era cegament obstinat quan pensava mostrar un caràcter fort».